# La Suze-sur-Sarthe
La Suze-sur-Sarthe – miejscowość i gmina we Francji, w regionie Kraj Loary, w departamencie Sarthe.
Według danych na rok 1990 gminę zamieszkiwały 3614 osoby, a gęstość zaludnienia wynosiła 169 osób/km² (wśród 1504 gmin Kraju Loary La Suze-sur-Sarthe plasuje się na 125. miejscu pod względem liczby ludności, natomiast pod względem powierzchni na miejscu 505.).